# Demokratyczne Odnowienie Andory
Demokratyczne Odnowienie Andory (Renovació Democràtica) jest socjalliberalną partią polityczną w Andorze. 24 kwietnia 2005 w wyborach parlamentarnych do Rady Generalnej uzyskała poparcie rządu 6,2% co przełożyło się na 1 mandat. W wyborach w 2009 partia poparła Andorę dla Zmian co pozwoliło na zdobycie 3 mandatów przy poparciu 18,86%.